# Pagar Merbau I
Pagar Merbau I is een bestuurslaag in het regentschap Deli Serdang van de provincie Noord-Sumatra, Indonesië. Pagar Merbau I telt 1122 inwoners (volkstelling 2010).